# Stanley C. Wilson

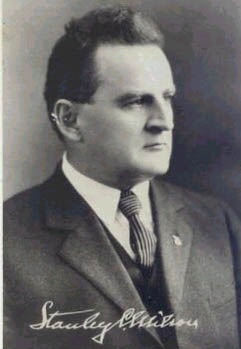
Stanley C. Wilson.

Stanley Calef Wilson, född 10 september 1879 i Orange, Vermont, död 5 oktober 1967 i Chelsea, Vermont, var en amerikansk republikansk politiker. Han var viceguvernör i delstaten Vermont 1929–1931 och därefter guvernör 1931–1935.
Wilson utexaminerades från Tufts College och studerade sedan juridik. Sin advokatpraktik påbörjade han i Montpelier och fortsatte senare sin yrkesutövning i Chelsea.
Efter två år som viceguvernör under John E. Weeks tillträdde Wilson 1931 guvernörsämbetet. De två mandatperioderna som guvernör mellan 1931 och 1935 sammanföll med den världsomfattande lågkonjunkturen den stora depressionen. Efterträdaren Charles Manley Smith, ytterligare en republikan i en lång räcka av republikanska guvernörer i Vermont, tillträdde guvernörsämbetet den 10 januari 1935.
Universalisten Wilson gravsattes på Highland Cemetery i Chelsea, Vermont.